# Archie Shepp
Archie Shepp (Fort Lauderdale, 24 maggio 1937) è un sassofonista jazz statunitense, noto soprattutto per la sua attività nel movimento free jazz, per le sue posizioni ideologiche afrocentriche, e per la sua collaborazione con John Coltrane e Cecil Taylor.

## Vita e carriera

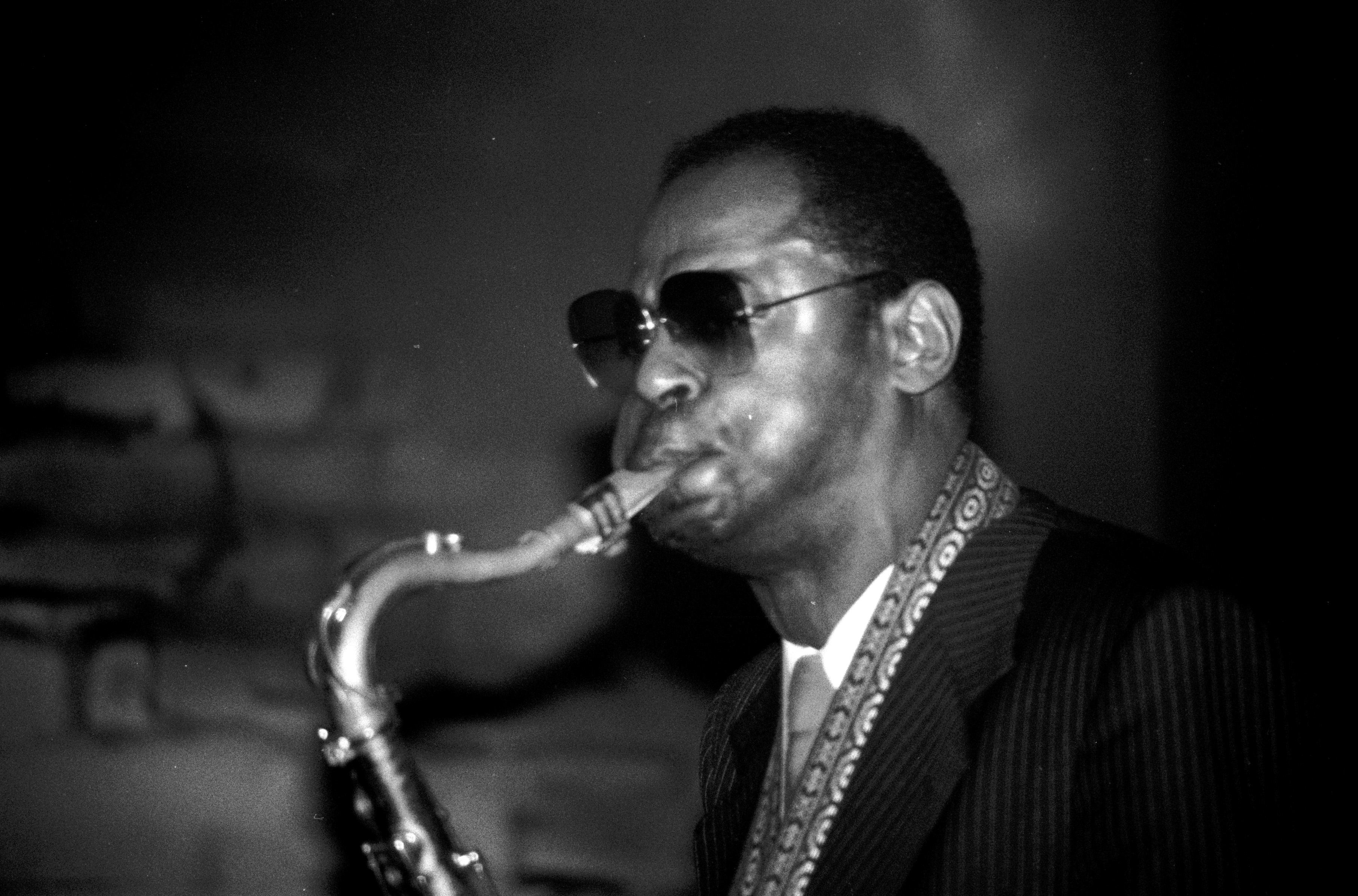
Shepp in Francia nel 1982

Shepp è cresciuto a Filadelfia, in Pennsylvania, dove ha studiato pianoforte, clarinetto e sassofono contralto, prima di concentrarsi sul sassofono tenore, anche se occasionalmente suona il sassofono soprano. Dal 1955 al 1959 studia recitazione al Goddard College ma, a causa dello scarso successo come attore, specialmente dopo il trasferimento a New York, decide di intraprendere la professione di musicista. Per un breve periodo suona in una orchestra latin jazz, ma ben presto si unisce al gruppo del giovane pianista d'avanguardia Cecil Taylor, che ha da poco cominciato a distinguersi tra i pianisti seguaci di Thelonious Monk per diventare una delle più importanti e controverse figure dell'avanguardia degli anni sessanta.
Il nome di Shepp appare in tutti e tre i dischi fondamentali di Taylor. La sua prima esperienza discografica importante a nome proprio arriva insieme al gruppo dei New York Contemporary Five. Arrivano poi anche i dischi incisi per l'etichetta Impulse! Records insieme a John Coltrane, che ha per Shepp una profonda ammirazione. Il primo di questi dischi è Four for Trane, in cui partecipa anche l'amico trombonista Roswell Rudd. Insieme a Coltrane Shepp partecipa nel 1965 anche alle sessioni di registrazione per A love supreme, ma nessuna delle registrazioni in cui appare viene poi inclusa nel disco finale.

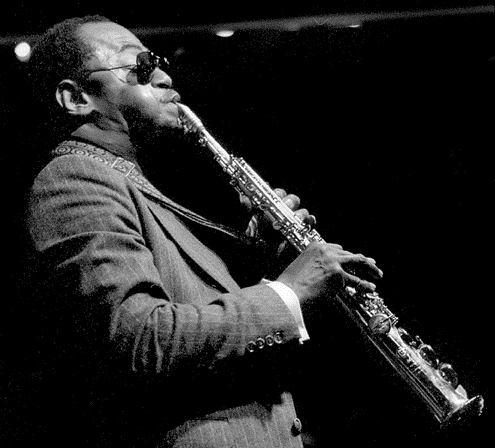
Archie Sheep in concerto al Keystone Korner, San Francisco, 19 agosto 1982

Nel 1965 con la pubblicazione di Ascension, Shepp e Coltrane diventano gli esponenti di spicco dell'avanguardia newyorchese. Questa situazione diventa emblematica con l'uscita di New Thing at Newport in cui una faccia dell'LP è dedicata a Coltrane e l'altra a Shepp. Alcuni critici ritengono che in questa fase Shepp fosse ancora troppo influenzato da Coltrane, e in effetti l'influenza di Coltrane in generale era all'epoca così profonda che quasi nessun sassofonista del tempo è riuscito a evitare che gli fosse mossa questa critica. Nello stesso anno esce anche Fire Music, in cui si leggono i primi segni dell'afrocentrismo di Shepp. Nell'album viene recitata una poesia su Malcolm X, mentre il titolo è preso dalla tradizione della "musica cerimoniale africana". Si nota che Shepp cerca di uscire dai confini del jazz, ma rimane in qualche modo legato alla tradizione del bebop. Sono notevoli le originali riletture di alcuni standard come The Girl from Ipanema di Jobim.
Anche il disco successivo, nel 1967, The Magic of Ju-Ju, prende il nome dalla tradizione africana. All'epoca erano molti i jazzisti afroamericani che stavano prendendo coscienza dell'afrocentrismo e della tradizione musicale del continente africano. Shepp continuò a sperimentare lungo tutti gli anni settanta, dando vita a dischi come Attica Blues e The Cry of My People. A partire dal 1972 compaiono anche le affermazioni più radicali di Shepp a proposito della libertà dei neri.
Tra la fine degli anni settanta e gli anni ottanta Shepp passa continuamente dal suo percorso alla scoperta della musica tradizionale africana al jazz più tradizionale, incidendo anche con musicisti europei come Jasper Van't Hof. Nei primi anni novanta suona spesso con il trombettista francese Eric Le Lann con cui regista Live in Paris nel 1995. Lungo gli anni della sua carriera Shepp riprende occasionalmente il suo primo interesse, la recitazione, con opere come The Communist nel 1965 o Lady Day: A Musical Tragedy nel 1972. A partire dal 1970 fino ai primi anni del 2000 Archie Shepp è stato professore nel dipartimento di studi afroamericani all'università del Massachusetts dove insegnava sia musica che storia della musica.

## Discografia

### Come leader

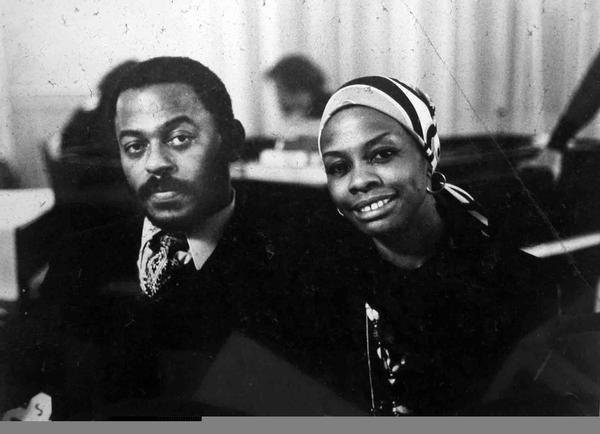
Archie Shepp con la cantante newyorkese Shirley Bunnie Foy, con la quale registrò l'album A Sea of Faces

- 1963 Vinile; Archie Shepp in Europe/Vol. 1 With the New York Contemporary 5; Delmark; DS-9409
- 1964 (1964) Vinile; Four for Trane; Impulse!; A-71
- 1972 (1965) Vinile; Fire Music; Impulse!; A-86
- 1965 (1965) Vinile; On This Night; Impulse!; A-97
- 1978 (1965) Vinile; The Dedication Series/Vol. XVII Further Fire Music; Impulse!; IA-9357/2
- 1991 (1965) CD; Archie Shepp & John Coltrane/New Thing at Newport; Impulse!; GRD-105
- 1972 (1966) Vinile; Three for a Quarter, One for a Dime; Impulse!; (ABC); AS-9162
- 1966 Vinile; Mama Too Tight; Impulse!; A-9134
- 1972 (1967) Vinile; Life at the Donaueschingen Music Festival; BASF Systems; 20651
- 1991 (1967) CD; The Magic of Ju-Ju; Impulse!; (GRP); MVCI-23036
- 1991 (1967) CD; Freedom; JMY; JMY 1007-2
- 1968 Vinile; The Way Ahead; Impulse!; (ABC); A-9170
- 1980 (1969) Vinile; Blasé; Affinity; FA 1
- 1981 (1969) Vinile; Live at the Pan African Festival; Affinity; FA 19
- 1990 (1969) CD; Yasmina / Poem for Malcolm; Affinity; AFF 771
- 1969 Vinile; Black Gypsy; Prestige; PRST-10034
- 1976 (196?) Vinile; Doodliní; Inner City; IC 1001
- 1974 (1968-9) Vinile; Kwanza; Impulse!; (ABC); AS-9262
- 1973 (1970) Vinile; Coral Rock; Prestige; 10066
- 1971 (1971) Vinile; Things Have Got to Change; Impulse!; AS-9212
- 1972 (1972) Vinile; Attica Blues; Impulse!; (ABC); AS-9222
- 1975 (1975) Vinile; A Sea of Faces with Bunny Foy; Black Saint; BSR/0002
- 1975 (1975) Vinile; There is a Trumpet in My Soul; Arista;AL 1016
- 1976 (1975) Vinile; Montreux One; Arista; AL 1027
- 1976 (1975) Vinile; Montreux Two; Arista; AL 1034
- 1989 (1975) CD; Stream (sic) (Montreux 1975); Jazz Hour With; JHR 73520
- 1975 (1975) Vinile; Jazz A Confronto; HORO; HLL 101-27
- 1987 (1976) CD; Steam; enja; CD 2076
- 1976 (1976) Vinile; Steam; Inner City; 3002
- 1977 (1976) Vinile; Force with Max Roach; Base Records; UNI 28976
- 1990 (1977) CD; Ballads for Trane; Denon; DC-8570
- 1994 (1977) CD; The Rising Sun Collection; Just a Memory; RSCD 0005
- 1992 (1977) CD; Parisian Concert, Volume 2; EPM;151942; (IMPRO 03)
- 1984 (1977) CD; On Green Dolphin Street; Denon;38C38-7262
- 1985 (1977) CD; Goin' Home; SteepleChase; SCCD-31079
- 1982 (1978) CD; Archie Shepp & Dollar Brand - Duet; Denon; C38-7008
- 1989 (1978) CD; Lady Bird; Denon;DC-8546
- 1997 (1978) CD; Archie Shepp Quartet: Live in Tokyo; Denon; COCY-80753
- 1992 (1978) CD; Perfect Passions (Live in Warszaw); WestWind; 2082
- 1986 (1978) Vinile; Devil Blues featuring George Adams; Cricle Records; RK 7884/33
- 1993 (1979) CD; Live at the Totem Vol. 1; EPM; 152172 (Marge 08)
- 1993 (1979) CD; Live at the Totem Vol. 2; EPM; 152202 (Marge 16)
- 1980 (1979) Vinile; The Long March with Max Roach; hat Hut; THIRTEEN (2R13)
- 1980 (1979) Vinile; Attica Blues Big Band Live at the Palais des Glaces; Blue Marge; 1001
- 1981 (1980) Vinile; Looking at Bird; SteepleChase; SCS-1149
- 1980 (1980) CD; Trouble in Mind; SteepleChase; SCCD -31139
- 1981 CD; Passport to Paradise; Impro/West Wind; WW2002CD
- 1981 (1981) Vinile; I Know About the Life; Sackville; 3026
- 1982 (1982) Vinile; Soul Song; enja; 4050
- 1982 (1982) Vinile; Mama Rose; SteepleChase; SCS-1169
- 1984 (1984) Vinile; The Good Life; Varrick; VR005
- 1984 (1984) Vinile; Down Home New York; Soul Note; SN 1102
- 1986 (1985) Vinile; Little Red Moon; Soul Note; SN 1112
- 1987 (1985) Vinile; Live "On Broadway" - California Meeting; Soul Note; SN 1122
- 1987 (1987) CD; Archie Shepp - Horace Parlan Duo: Reunion; bellaphon International; CDLR 45003
- 1987 (1987) CD; The Fifth of May; L+R Records; LR CD-5004
- 1987 (1987) CD; Archie Shepp & Abbey Lincoln Painted Lady; ITM; ITM 1422
- 1987 (1987) CD; Splashes; L+R Records; LR45005
- 1989 (1988) Vinile; Loverman featuring Annette Lowman; Timeless; SJP 287
- 1988 (1988) CD; Archie Shepp & Chet Baker - In Memory of; Bellaphon; CDLR 45006
- 1989 (1989) CD; en Concert a Banlieues Bleues with Chris McGregor and the Brotherhood of Breath; 52e Rue Est; RECD 017
- 1992 (1992) CD; Black Ballads; Timeless Records; SJP 386
- 1993 (1963) CD; The House I Live In; SteepleChase; SCCD 36013
- 1997 (1996) CD; Live in Paris; Arcade; ARC 331
- 1999 (1998) CD; St. Louis Blues; PAO; 10430
- 1999 (1999) CD; Archie Shepp meets Kahil El'Zabar's Ritual Trio: Conversations; Delmark; DE-514
- 2000 (1999) CD; Jean-Paul Bourelly with Archie Shepp & Henry Threadgill: Boom Bop; PAO;10640
- 2001 (2000) CD; Roswell Rudd & Archie Shepp Live in New York; Emarcy; 013 482-2
- 2001 Hungarian Bebop; con il Mihály Dresch Quartet; BMC
- 2003 Deja Vu; Venus
- 2007 Gemini'
- 2009 Phat Jam in Milano; Dawn of Freedom

### Antologie
- 1978 (1961) Vinile; The Dedication Series/Vol.VIII The New Breed; ABC Records; A-9339/2
- 1979 (1964) Vinile; New Music: Second Wave;Savoy (Arista); Savoy 2235
- 1979 Vinile; Invitation to Denon/PCM Digital Jazz; Denon; ST-6008

### Con John Coltrane
- 1980 (1965) Vinile; Ascension; Impulse!; (MCA) 29020
- 1992 (1965) CD; The Major Works: Ascension, Om, Kulu Sé Mama, Selflessness; Impulse! (GRP);GRD-2-113

### Con Johnny Copeland
- 1983 (1983) Vinile; Texas Twister; Rounder Records; 2040

### Con i Material
- 1982 (1982) Vinile; One Down; Celluloid; CEL 541 003

### Con Art Matthews
- 1979 (1978) Vinile; Easy to Remember; Matra Records; MA1001

### Con Stephen McCraven
- 1995 (1994) CD; Song of the Forest Boogaraboo Featuring Archie Shepp; World McC Music; WMM-9505
- 1997 (1996) CD; Bosco, featuring A. Shepp & A. Blythe; EFMIC Records; FMC-9706

### Con Cecil Taylor
- 1981 (1960) Vinile; The World of Cecil Taylor; Jazz Man Records;JAZ 5026
- 1989 (1960) CD; The Complete Candid Recordings of Cecil Taylor and Buell Neidlinger; Mosaic;127

### Con Siegfried Kessler Trio
- 1993 (1979) CD; Siegfried Kessler Trio featuring Archie Shepp: Invitation; Impro; 152092 04
- 2004 CD; First Take

### Con Frank Zappa
- 1991 You Can't Do That on Stage Anymore, Vol. 4

### Con Joachim Kühn
- 2011 CD; Wo!man

### Con Dar Gnawa
- 2005 CD; Kindred Spirits Vol. 1

### Con Mal Waldron
- 2002 CD; Left Alone Revisited; Enja

## Filmografia
- 1984; Archie Shepp: I Am Jazz... It's My Life, diretto da Frank Cassenti